# Stenocactus

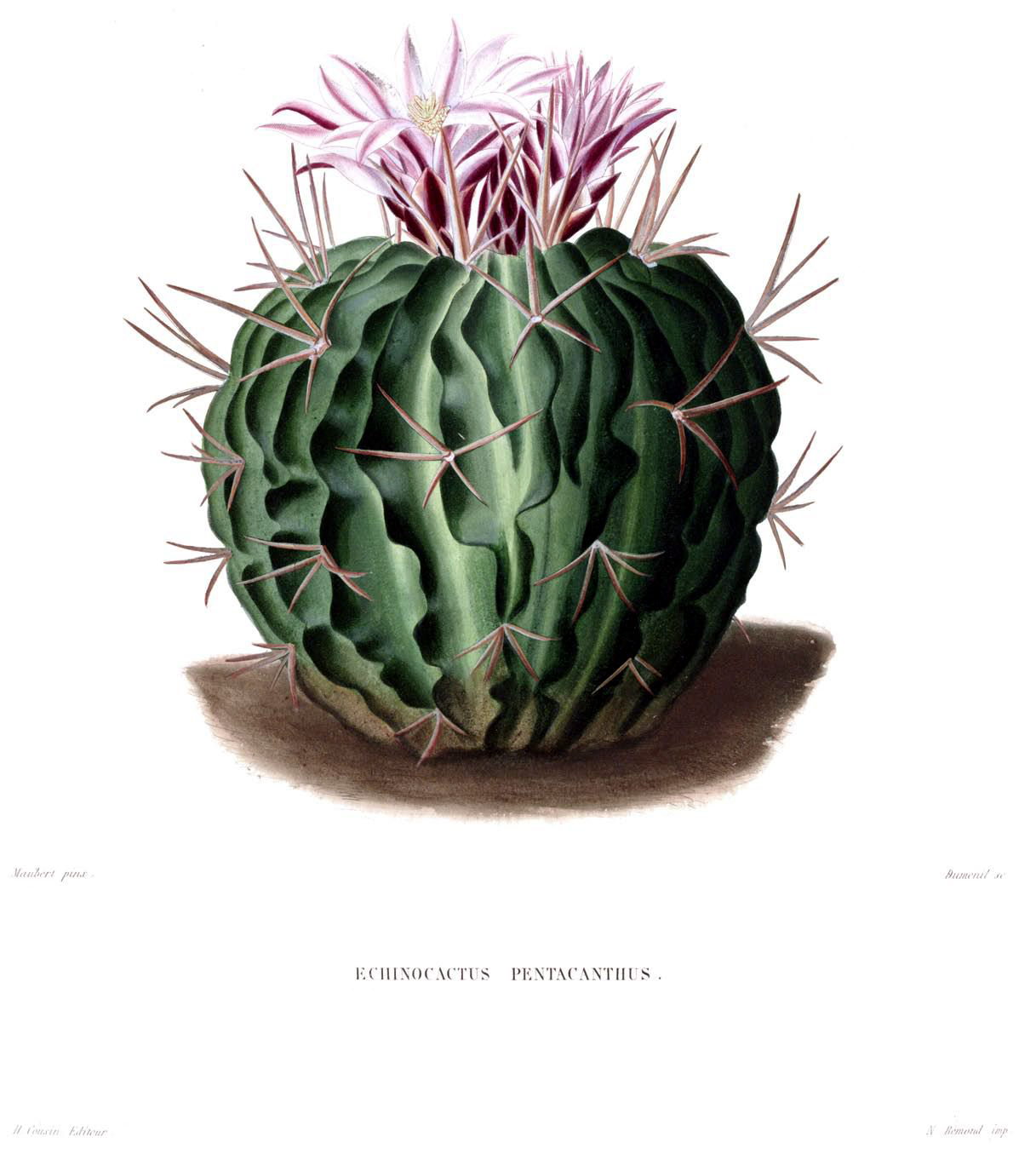
Stenocactus obvallatus

Stenocactus A.W.Hill – rodzaj sukulentów z rodziny kaktusowatych (Cactaceae) występujących w północnym i środkowym Meksyku.

## Systematyka
Synonimy
Echinofossulocactus Britton & Rose, Efossus Orcutt,
Pozycja systematyczna według APweb (aktualizowany system APG III z 2009)
Należy do rodziny kaktusowatych (Cactaceae) Juss., która jest jednym z kladów w obrębie rzędu goździkowców (Caryophyllales) i klasy roślin okrytonasiennych. W obrębie kaktusowatych należy do plemienia Cacteae, podrodziny Cacteoideae.
Pozycja w systemie Reveala (1993-1999)
Gromada okrytonasienne (Magnoliophyta Cronquist), podgromada Magnoliophytina Frohne & U. Jensen ex Reveal, klasa Rosopsida Batsch, podklasa goździkowe (Caryophyllidae Takht.), nadrząd Caryophyllanae Takht., rząd goździkowce (Caryophyllales Perleb), podrząd Cactineae Bessey in C.K. Adams, rodzina kaktusowate (Cactaceae Juss.), rodzaj Stenocactus (K.Schum.) A.W.Hill.
Gatunki
- Stenocactus anfractuosus (Mart.) A. Berger ex A.W. Hill
- Stenocactus arrigens (Link) A. Berger ex A.W. Hill
- Stenocactus boedekerianus A. Berger ex A.W. Hill
- Stenocactus coptonogonus (Lem.) A. Berger ex A.W. Hill
- Stenocactus crispatus (DC.) A. Berger ex A.W. Hill
- Stenocactus dichroacanthus (Mart.) A. Berger ex Backeb. & F.M. Knuth
- Stenocactus heteracanthus (Muehlenpf.) A.W. Hill
- Stenocactus lamellosus (A. Dietr.) A.W. Hill
- Stenocactus lancifer (A. Dietr.) A. Berger ex Backeb. & F.M. Knuth
- Stenocactus multicostatus (Hildm.) A. Berger ex A.W. Hill
- Stenocactus obvallatus (DC.) A. Berger ex A.W. Hill
- Stenocactus ochoterenanus Tiegel
- Stenocactus pentacanthus (Lem.) A. Berger ex A.W. Hill
- Stenocactus phyllacanthus (Mart.) A. Berger ex A.W. Hill
- Stenocactus sulphureus (A. Dietr.) Bravo
- Stenocactus tetraxiphus (Otto ex K. Schum.) A. Berger ex A.W. Hill
- Stenocactus vaupelianus (Werderm.) F.M. Knuth
- Stenocactus wippermannii (Muehlenpf.) A. Berger ex A.W. Hill